# Red Pitaya
Red Pitayaはソフトウェア無線やスペクトラムアナライザ等に使用できるシングルボードコンピュータである。

## 概要
2019年現在、増えつつあるシングルボードコンピュータ界隈では異色の高周波信号の信号処理に重点を置いたソフトウェア無線に特化した製品である。

## 開発環境
WEBアプリケーションのHTMLやJavaScriptコードは、テキストエディタで編集可能。コントローラやコマンドラインツールは、C言語で記述されているので、PC上でARMクロスコンパイラをビルドできる。

## 応用例
スペクトラムアナライザやネットワークアナライザのような計測環境を比較的廉価($1000未満)で構築できる。また応用例としては試料からのプロトンの核磁気共鳴信号を受信して画像化するMRIの用途にも応用が可能。

## 参照
1. 1 2  Red Pitayaを解剖！
2. ↑  Anand, Suma. OCRA : a low-cost, open-source FPGA-based MRI console capable of real-time control. Diss. Massachusetts Institute of Technology, 2018.
3. ↑  What is OCRA MRI?

## 関連資料
- トランジスタ技術 2018年9月号